# Polnische Badmintonmeisterschaft 2018
Die Polnische Badmintonmeisterschaft 2018 fand vom 1. bis zum 4. Februar 2018 in Lubin statt. Es war die 54. Austragung der Titelkämpfe.

## Medaillengewinner
| Disziplin    | Gold                                                                                | Silber                                                                                      | Bronze |
| ------------ | ----------------------------------------------------------------------------------- | ------------------------------------------------------------------------------------------- | --- |
| Herreneinzel | Michał Rogalski (Hubal Białystok)                                                   | Adrian Dziółko (Hubal Białystok)                                                            | Rafał Hawel (-) Mateusz Świerczyński (UKS Orkan Przeźmierowo)                                                                                                |
| Dameneinzel  | Kamila Augustyn (SKB Litpol-Malow Suwałki)                                          | Joanna Stanisz (ABRM Warszawa)                                                              | Wiktoria Dąbczyńska (MKS Orlicz Suchedniów) Olga Miksza (ABRM Warszawa)                                                                                      |
| Herrendoppel | Adam Cwalina (SKB Litpol-Malow Suwałki) Miłosz Bochat (MLKS Solec Kujawski)         | Łukasz Moreń (SKB Litpol-Malow Suwałki) Wojciech Szkudlarczyk (Hubal Białystok)             | Paweł Prądziński (KS Match Point Ślęza) Jan Rudziński (AZS AGH Kraków) Paweł Śmiłowski (Hubal Białystok) Przemysław Szydłowski (Technik Głubczyce)           |
| Damendoppel  | Agnieszka Wojtkowska (Hubal Białystok) Aneta Wojtkowska (Hubal Białystok)           | Wiktoria Dąbczyńska (MKS Orlicz Suchedniów) Aleksandra Goszczyńska (UKSB Milenium Warszawa) | Małgorzata Janiaczyk (-) Karolina Szubert (KS Chojnik Jelenia Góra)                                                                                          |
| Mixed        | Michał Łogosz (SKB Litpol-Malow Suwałki) Kamila Augustyn (SKB Litpol-Malow Suwałki) | Paweł Śmiłowski (Hubal Białystok) Magdalena Świerczyńska (UKS Baranowo)                     | Adrian Dziółko (Hubal Białystok) Agnieszka Wojtkowska (Hubal Białystok) Przemysław Szydłowski (Technik Głubczyce) Karolina Szubert (KS Chojnik Jelenia Góra) |